# Abu Imran Moussa ibn Aissa al-Mazouni
Abû ‘Imrân Mûsâ ibn ‘Îsâ al-Mâzûnî, est un juriste (faqîh) et juge (cadi), originaire de Mazouna, où il grandit et reçoit sa formation. Il est le père de Yahia al-Mazouni, l’auteur de Ad-Durar al-Maknouna fi Nawazil Mazouna. Il a également rédigé un ouvrage utile sur la justice (al-qaḍā’), qui influença l’imâm Ahmad al-Wansharisi.

## Œuvres principales
1. Dībājatu al-iftikhār fī manāqib awliyā’ Allāh al-akhyār (en arabe : ديباجة الافتخار في مناقب أولياء الله الأخيار), Préambule de l’honneur dans les mérites des saints élus de Dieu.
2. Ar-Rā’iq fī tadrīb an-nāshi’ min al-quḍāt wa ahl al-wathā’iq (en arabe : الرائق في تدريب الناشىء من القضاة وأهل الوثائق), Le Guide clair pour la formation des jeunes juges et des spécialistes des documents.
3. Ḥilyat as-sāfir wa ādābuh wa shurūṭ as-safar fī dhahābihi wa īyābih (en arabe : حلية المسافر وآدابه وشروط المسافر في ذهابه وإيابه), L’Ornement du voyageur, ses bonnes manières et les conditions du voyage à l’aller comme au retour[2].